# Itala versio
Itala (poln latinski naziv Itala versio) je evropska varianta Vetus Latine, starega latinskega prevoda Biblije iz grščine v latinščino. Prevod je nastal konec 2. stoletja. 
Po zaslugi tega prevoda se je Sveto pismo razširilo tudi po tistih ozemljih Rimskega imperija, kjer niso obvladali grščine. Do danes se je ohranilo 27 rokopisov Itale.